# خانه مامان بزرگ
خانه مامان بزرگ (به انگلیسی: Big Momma's House) فیلمی کمدی _پلیسی محصول سال ۲۰۰۰ به کارگردانی راجا گاسنل است. در این فیلم مارتین لارنس، نیا لانگ، پل جیاماتی، جاشا واشینگتن، اکتاویا اسپنسر، ترنس هاوارد و تچیدا آرنولد بازی کردند.
قسمت دوم این فیلم خانه مامان بزرگ ۲ نام دارد و قسمت سوم آن مامان بزرگ: پسر کو ندارد نشان از پدر است.

## خلاصه داستان
مالکوم ترنر (مارتین لارنس) یک مأمور اف‌بی‌آی است او برای پیدا کردن سرنخ یک ماجرا و کشف یک مسئله پلیسی مجبور است با پوشیدن لباس مبدل خودش را به شکل مادری چاق و بزرگ درآورد و…